# George Burchett

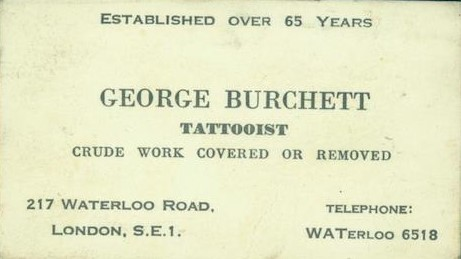
Visitenkarte um 1950

George Burchett (* 23. August 1872 in Brighton als George Burchett Davis; † 3. April 1953) war einer der bekanntesten Tattoo-Künstler der Jahrhundertwende; er wurde auch als King of the Tattooists bezeichnet.

## Leben
George Burchett wurde als ältestes von zwölf Kinder des französischen Polierergesellen und Bilderrahmenmachers George Burchett Davis (1849/50-1923) und dessen Ehefrau Lydia, geb. Heath (1851/2), geboren. Nachdem er mit 12 Jahren wegen des Tätowierens seiner Klassenkameraden von der Schule verwiesen wurde, trat er mit 13 Jahren der Royal Navy bei und entwickelte seine Fähigkeiten als Tätowierer, während er als Deckshelfer auf HMS Vincent diente. Nachdem er aus der Marine ausgeschieden war, kehrte er nach England zurück. Mit einem Studio in der Mile End Road und der 72 Waterloo Road, London, wurde Burchett ab 1900 der erste Star-Tätowierer der wohlhabenden Oberschicht und den europäischen Adligen. Zu seinen Kunden gehörten König Alfonso XIII. von Spanien und König Frederik IX. von Dänemark. Obwohl behauptet wurde, dass er den „Sailor King“ George V. aus dem Vereinigten Königreich tätowiert hat, gibt es keine zuverlässigen Beweise dafür, dass dies tatsächlich der Fall ist. Er tätowierte auch Horace Ridler (“The Great Omi”). Auf seinen weltweiten Reisen entwarf er ständig neue Tattoos und integrierte afrikanische, japanische und südostasiatische Motive in seine Arbeit.
Seine scheinbare Autobiographie Memoirs of a Tattooist, herausgegeben von Peter Leighton (ein Pseudonym des Schriftstellers Edward Spiro / EH Cookridge), wurde 1958 von der Oldbourne Book Company veröffentlicht.

## Trivia
Ein jüngerer Bruder, Charles Davis, war ebenfalls als Tätowierer tätig, jedoch wurde er nicht so bekannt wie George Burchett-Davis.

## Ausstellungen
- 2023: George Burchett Treasures Weekend. Tattoo Art Exhibit from The Lyle Tuttle Collection, The Cromwell Manor Inn, Cornwall, NY.[9]
- 2019: British tattoo art exhibition, Time and Tide Museum, Great Yarmouth
- 2019: Tattoo: British Tattoo Art Revealed, Bristol Museum[10] und National Museum of the Royal Navy
- 2015: tattoo, Museum für Kunst und Gewerbe Hamburg.[11]